# 表外読み
表外読み（ひょうがいよみ）は、常用漢字の読み方のうち、常用漢字表に示されていないもの。表外音訓（ひょうがいおんくん）とも呼ばれる。

## 概要
例としては以下に挙げるようなものがある。
| 語例   | 常用漢字表に示された読み                                                                   | 備考                         |
| ------ | ------------------------------------------------------------------------------------------ | ---------------------------- |
| 愛しい | アイ                                                                                       |                              |
| 労う   | ロウ                                                                                       |                              |
| 認める | ニン、みと-める                                                                            |                              |
| 路     | ロ、じ                                                                                     |                              |
| 山     | サン、やま                                                                                 | 用例は「大山」など           |
| 花     | カ、はな                                                                                   | 用例は「供花」など           |
| 明     | メイ、ミョウ、あかり、あかるい、あかるむ、あからむ、あきらか、あける、あく、あくる、あかす | 用例は「明朝」、「明国」など |
| 箱     | はこ                                                                                       | 用例は「巾箱」など。         |

「認める」のように、ルビがないと常用漢字表に示された読みと表外読みの区別がつかない場合や、「箱」や「届」（常用漢字表に示された読み：とど-く、とど-ける）など、音読みが表外読みとなり、日本の国字ではないが、常用漢字表に示された読みが訓読みしかない場合も存在する。

## 運用
文化審議会の建議「公用文作成の考え方」では、「漢字が表にあっても採用されていない音訓は、原則として用いない。」としている。新聞や公文書では原則として使用しないが、その他の文章ではその限りではない。
NHKでは表外読みはひらがなで表記することを原則としている。ただし、「検非違使」（「検」「非」が表外読み）、「関脇」（「脇」が表外読み）のように固有名詞や特定の分野の語であり言いかえができないものについては放送で漢字で表記して使うことがあり、その場合は読みがなを付けるなど、読めないことがないように工夫するようにしている。
日本の初等教育・中等教育では、常用漢字について、常用漢字表に示された読みを学習する。検定教科書では、表外読みに関してはルビが振られている。
日本漢字能力検定においては、2級以下の試験の解答は常用漢字表によるものとされ、表外読みでの解答は認められない。また、表外読みから漢字を書き取る問題も出題されない。1級・準1級はこの限りではない。
岩波書店や集英社の辞典では、表外読みであることを示すために「△」を、『三省堂国語辞典』では「▽」を用いる。
クイズ番組などで見られる「難読漢字の読みを答える問題」には、表外読みを含んだものも存在する。